# Skippella
Skippella es un género de foraminífero bentónico considerado un sinónimo posterior de Eoendothyranopsis de la subfamilia Endothyrinae, de la familia Endothyridae, de la superfamilia Endothyroidea, del suborden Fusulinina y del orden Fusulinida. Su especie tipo era Endothyra (Globoendothyra) redwallensis. Su rango cronoestratigráfico abarcaba el Viseense (Carbonífero inferior).

## Discusión
Clasificaciones más recientes incluirían Skippella en el suborden Endothyrina, del orden Endothyrida, de la subclase Fusulinana de la clase Fusulinata. Algunas clasificaciones incluirían Skippella en la subfamilia Eoendothyranopsinae de la familia Endothyranopsidae. Otras clasificaciones lo incluyen en la subfamilia Globoendothyrinae, de la familia Globoendothyridae.

## Clasificación
Skippella incluía a las siguientes especies:
- Skippella arctata †
- Skippella donica †
- Skippella fellersi †
- Skippella flatile †
- Skippella hamula †
- Skippella magna †
- Skippella redwallensis †
- Skippella staffelliformis †

Otras especies consideradas en Skippella son:
- Skippella juliusi †, de posición genérica incierta
- Skippella transita †, de posición genérica incierta